# Zwemstadion van Antwerpen
Das Zwemstadion van Antwerpen (französisch Stade Nautique d’Antwerp) war ein Schwimmstadion in der belgischen Stadt Antwerpen.
Das Schwimmbad war das erste, welches für Olympische Spiele errichtet wurde. Während den Olympischen Sommerspielen 1920 fanden im Zwemstadion die Wettkämpfe im Wasserspringen und Schwimmen sowie die Spiele des Wasserballturniers und das Schwimmen des Modernen Fünfkampfs statt. 
Das Bad bestand aus Beton, hatte jedoch eine schlechte Wasserqualität und eine sehr niedrige Wassertemperatur. Berichten zufolge seien die Athleten unmittelbar nach ihren Wettkämpfen zu den warmen Duschen gesprintet.